# Polymerase basic Protein 2
PB2 ist eines der bis zu elf verschiedenen Proteine des Influenzavirus A (IAV).

## Eigenschaften
PB2 ist ein internes Protein des IAV und kommt im Virion vor. Es ist eines der drei viralen Proteine des RNA-Polymerase-Komplexes neben PA und PB1. PB2 ist neben PB1 ein Polymeraseprotein mit basischem isoelektrischen Punkt, während PA einen sauren (aciden) isoelektrischen Punkt aufweist. Daher stammt die Abkürzung des Namens.
Der RNA-Polymerase-Komplex ist im Replikationszyklus für die Replikation und die Transkription der viralen RNA zuständig. Die Transkription der viralen mRNA erfolgt durch den einzigartigen Mechanismus des Cap snatching. Die mit 5'-methylierten Cap-Strukturen modifizierten zellulären mRNA werden von PB2 an der 7-Methylguanosingruppe gebunden und anschließend 10 bis 13 Nukleotide nach der Cap-Struktur durch PA geschnitten. Die kurzen Cap-tragenden Fragmente werden von PB1 gebunden und im RNA-Polymerase-Komplex als Primer für die Transkription viraler RNA verwendet. Daneben hemmt es die Induktion von Interferonen des Typ I durch Bindung an das mitochondriale Protein MAVS.